# جون روس (مترجم)
جون روس (بالإنجليزية: John Ross)‏ (و. 1842 – 1915 م) هو مترجم، ومبشر، ومترجم الكتاب المقدس ‏ بريطاني، توفي عن عمر يناهز 73 عاماً.

## التعليم
تعلم في جامعة غلاسكو
.